# روابط جیبوتی و هند
روابط جیبوتی و هند روابط خارجی بین جیبوتی و هند است. جیبوتی در دهلی نو سفارتخانه دارد همچنین در بمبئی دارای کنسولگری است. هند در پایتخت کشور جیبوتی سفارتخانه دارد.

## تاریخچه روابط
ارتباط بین هند و جیبوتی از زمان های قدیم وجود داشته است. بندر ادوليس (Adulis) مرکز تجارت دریایی بود که دریانوردان هندی ادویه و ابریشم را با طلا و عاج مبادله می کردند.
تاجران جیبوتی پوست به تاجران هندی می فروختند.

## دیدارهای دوجانبه
رئیس جمهور جیبوتی اسماعیل عمر غیله در ماه مه ۲۰۰۳ از هند بازدید کرد. هند خط اعتباری را برای راه اندازی کارخانه سیمان را در منطقه علی صبیح تمدید کرده است.
جامعه هندی در جیبوتی حدود ۶۰۰ نفر است، قدیمی ترین جامعه هندی تاجران گجراتی هستند.

## توافقات
در ۳۱ ژانویه ۱۹۸۹، دولت های جیبوتی و هند توافقنامه همکاری فرهنگی را امضا کردند. جیبوتی همچنین یادداشت تفاهمی با مشاوران مخابرات هند برای اجرای پروژه شبکه الکترونیکی پان آفریقایی در زمینه آموزش از راه دور و پزشکی از راه دور امضا کرد. علاوه بر این، یک موافقتنامه هوانوردی غیرنظامی و موافقتنامه دوجانبه ترویج و حمایت از سرمایه گذاری (BIPPA) در ۱۹ مه ۲۰۰۳ در دهلی نو امضا شد.